# Драчинцы
Дра́чинцы (укр. Драчинці) — село в Мамаевской сельской общине Черновицкого района Черновицкой области Украины.
До 2020 года входило в Кицманский район
Население по переписи 2001 года составляло 2324 человека. Почтовый индекс — 59353. Телефонный код — 3736. Код КОАТУУ — 7322583001.